# Bemol
Bemol (♭) – znak chromatyczny, obniżający wysokość dźwięku o pół tonu.

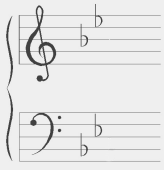
Bemol jako znak przykluczowy - oznaczenie tonacji B-dur (lub g-moll)

Bemol może być użyty jako znak przykluczowy (umieszczony bezpośrednio po kluczu). Obniża wówczas wszystkie dźwięki, na wysokości których jest zapisany na pięciolinii.
Jeżeli bemol umieszczony jest bezpośrednio przed nutą, to obniża dźwięk przypisany tej nucie i wszystkim kolejnym na tej samej wysokości, w obrębie całego taktu, o ile nie wystąpi przy nich kasownik.
Prawidłowa kolejność bemoli zamieszczana przy kluczach to: b, es, as, des, ges, ces, fes. Zawsze odległość między kolejno pojawiającymi się bemolami wynosi kwintę (dokładnie: kwintę czystą) budowaną w kierunku opadającym. Kolejność ta wiąże się z kołem kwintowym.

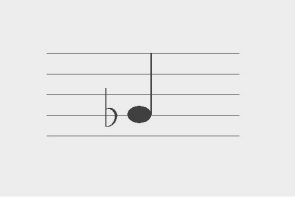
Bemol jako znak przygodny

W notacji stosowany jest również podwójny bemol: zapisywany jako dwa znaki bemolowe obok siebie, obniża dźwięk o dwa półtony (w praktyce jest to cały ton). Jest stosowany zamiast sąsiedniego dźwięku gamowłaściwego, jeśli wynika to z powiązań harmonicznych, zwłaszcza w harmonii klasycznej. Nazwy podwójnych bemoli: heses, eses, asas, deses, geses, ceses, feses.
Bemol i podwójny bemol unieważniane są przez kasownik.
W Unicode znak ♭ ma kod (U+266D) i znajduje się w grupie Inne Symbole (ang. Miscellaneous Symbols); jego encja HTML to&#9837;.